# 4th Marine Aircraft Wing
4ème escadre aérienne du Corps des Marines
La 4th Marine Aircraft Wing (en abrégé 4th MAW) est l'unité aérienne de la Côte est des États-Unis de l'United States Marine Corps Reserve. n siège est à La Nouvelle-Orléans, en Louisiane, mais ses unités subordonnées sont dispersées à travers les États-Unis.

## Mission
Mener des opérations aériennes à l'appui des forces maritimes de la flotte pour inclure la guerre anti-aérienne, l'appui aérien offensif, l'appui aux assauts, la guerre électronique, la reconnaissance aérienne, le contrôle des aéronefs et des missiles et, en tant que fonction collatérale, participer en tant que partie intégrante de l'Aviation Navale dans l'exécution des autres fonctions de la Marine selon les directives.

## Force actuelle

### Emplacements
- Naval Air Station Fort Worth
- Naval Station Great Lakes
- Joint Base McGuire-Dix-Lakehurst
- Naval Air Station Pensacola

### Unités subordonnées
Le 4ème MAW se compose d'une escadre de quartier général d'escadre, de deux groupes aériens, d'un groupe de soutien à la formation aéronautique  et d'un groupe de contrôle de la circulation aérienne :
- 4th Marine Aircraft Wing Heaquarters (MAW-HQ)
- Marine Aircraft Group 41 (MAG-41)
- Marine Aircraft Group 49 (MAG-49)
- Marine Air Control Group 48 (MACG-48)
- Marine Aviation Training Support Group 42 (MATSG-42) [1]

## Historique

### Origine
Avant la Seconde Guerre mondiale, l'aviation de l'United States Marine Corps Reserve se composait de quelques membres du personnel exploitant des aéronefs obsolètes dans des limites budgétaires sévères. Avec la menace de guerre en Europe, quelques réservistes ont été activés et, en octobre 1940, beaucoup avaient été appelés au service actif. Cette poignée d'hommes dévoués a aidé à construire la force aérienne de l'US Marine Corps qui soutenu les opérations  dans le ciel et au sol pendant la Seconde Guerre mondiale.

### Aéronefs actuels
- Aéronef à voilure fixe  :
  - F/A-18D Hornet
  - F-5 Tiger II
  - KC-130J Super Hercules
  - UC-35 Citation
  - UC-12 Huron
  - C-40 Clipper
- Hélicoptère :
  - AH-1Z Viper
  - UH-1Y Venom
  - CH-53E Super Stallion
- Tiltrotor (Avion à décollage et atterrissage vertical) :
  - MV-22B Osprey